# Schweizerische Schifffahrtsgesellschaft Untersee und Rhein

Logo URh

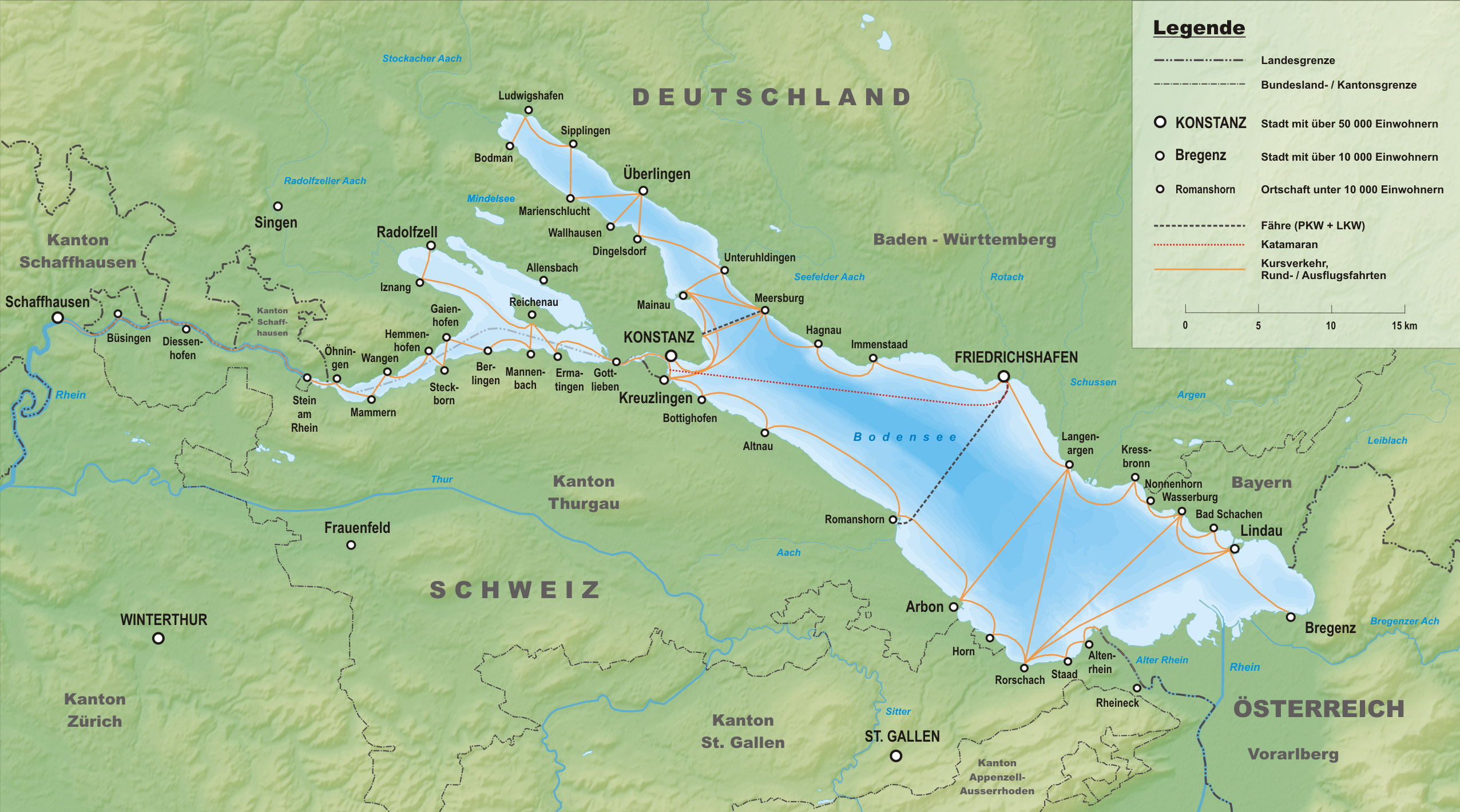
Schifffahrtsrouten auf dem Bodensee. Die URh fährt nur auf der Strecke zwischen Schaffhausen und Konstanz.

Die Schweizerische Schifffahrtsgesellschaft Untersee und Rhein AG (URh) hat ihren Sitz in Schaffhausen und ist eine Aktiengesellschaft. Sie betreibt einen fahrplanmässigen Schiffsverkehr auf dem Hochrhein und Untersee zwischen Schaffhausen und Kreuzlingen.

## Geschichte

### Gründung und erste Jahre

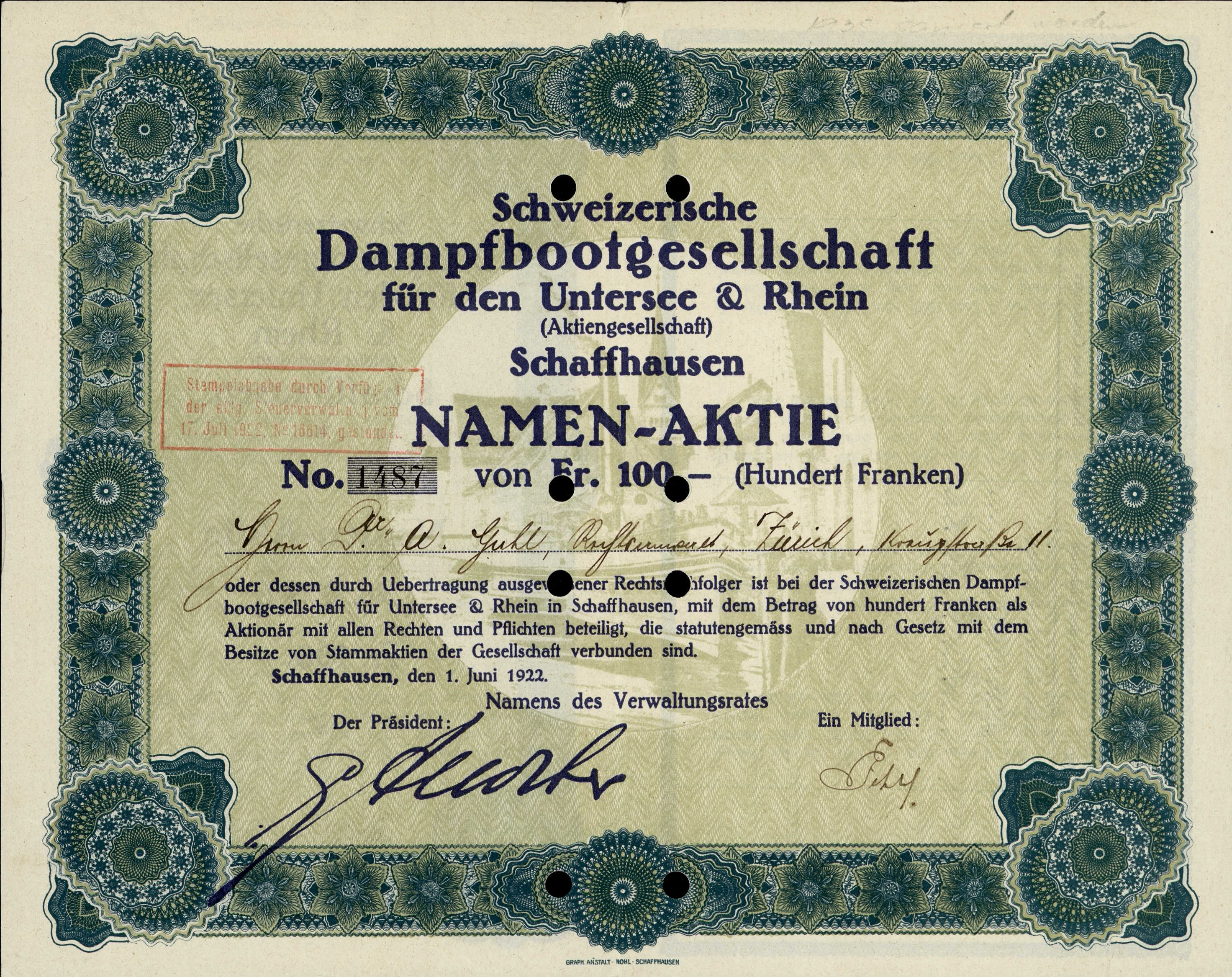
Namensaktie über 100 Franken der Schweizerischen Dampfbootgesellschaft für den Untersee und Rhein vom 1. Juni 1922; Abbildung eines Dampfbootes vor Stadtansicht im Unterdruck

1850 wurde in Schaffhausen die Schweizerische Dampfboot-Aktiengesellschaft gegründet. Nach deren Übernahme durch die Schweizerische Nordostbahn wurde der Schiffsverkehr auf dem Untersee und Rhein abgebaut. 1863 wurde der Schiffsbetrieb auf dem Rhein eingestellt und das letzte der vier Dampfschiffe von Schaffhausen nach Romanshorn abgezogen. Als die NOB 1863 den Schiffsverkehr zwischen Schaffhausen und Konstanz vollständig einstellte und gleichzeitig sich auch die bayerische Flotte vom  Verkehr auf dem Rhein zurückzog, regten sich in der Bevölkerung Proteste. Die Güter mussten wieder wie früher mit Rudernachen und Weidlingen befördert werden.  Besonders die Städte und grösseren Gemeinden konnten sich mit diesem Zustand nicht abfinden.

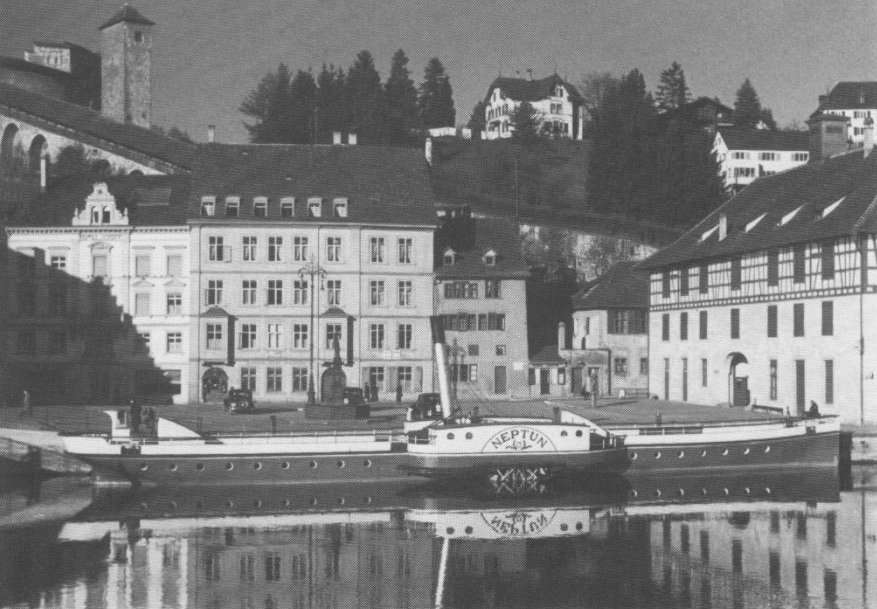
Glattdeckdampfer Neptun in Schaffhausen

Mit der Gründungs-Generalversammlung der Schweizerischen Dampfbootgesellschaft für den Untersee und Rhein am 19. Mai 1864 in Diessenhofen begann die Geschichte der Gesellschaft.  Bereits im April und Mai 1864 wurden die beiden ersten Dampfboote Arenaberg und Rheinfall in Betrieb gesetzt und nahmen den Linienverkehr zwischen Schaffhausen und Konstanz auf. Gebaut wurden die beiden Glattdeckschiffe von Escher Wyss & Cie. in Zürich. Schon im ersten Jahr konnte die Dampfbootgesellschaft einen Betriebsüberschuss erwirtschaften und 1867 die von den Gebrüdern Sulzer erbaute Schweiz in Dienst stellen. 1870 baute Escher, Wyss & Cie die Hohenklingen als Ersatz für die durch eine Kesselexplosion gesunkene Rheinfall, die jedoch schon 1872 mangels Rentabilität nach Württemberg verkauft wurde. 1899 mietete die Dampfbootgesellschaft von Württemberg die Wilhelm und tauschte sie 1901 gegen die Hohenklingen aus. Zunächst war die Hohenklingen auch nur angemietet, wurde aber zwei Jahre später zurückgekauft. Der Doppelschraubendampfer Rhein wurde 1891 für den Höri-Dienst zwischen Iznang, Gaienhofen und Radolfzell  eingesetzt. Er wurde acht Jahre später der Schifffahrtsgesellschaft auf dem Neuenburger- und Murtensee verkauft. 1913 folgte die Indienststellung der Schaffhausen, des letzten Dampfschiffes der Dampfbootgesellschaft. 1921 erwarb die Dampfbootgesellschaft von der Deutschen Reichsbahn den SchD Stadt Radolfzell und das MB Nymphe, um sie weiterhin im Kursdienst auf dem Untersee einzusetzen. Ab 1923 mietete die Deutsche Reichsbahn die beiden Schiffe für die gleiche Verwendung. Für schwächer frequentierte Kurse mietete die Dampfbootgesellschaft ihrerseits ab 1925 von den Konstanzer Motorboot-Betrieben die Gustav Prym und die Konstanz. Erstere war für den Kursverkehr zwischen Konstanz und der Insel Reichenau über Gottlieben und Ermatingen zu klein und wurde ein Jahr später der Stadt Konstanz zurückgegeben. Die Konstanz ging 1936 in den Besitz der Dampfbootgesellschaft über, die Stadt Konstanz erhielt im Gegenzug Aktien der Gesellschaft.

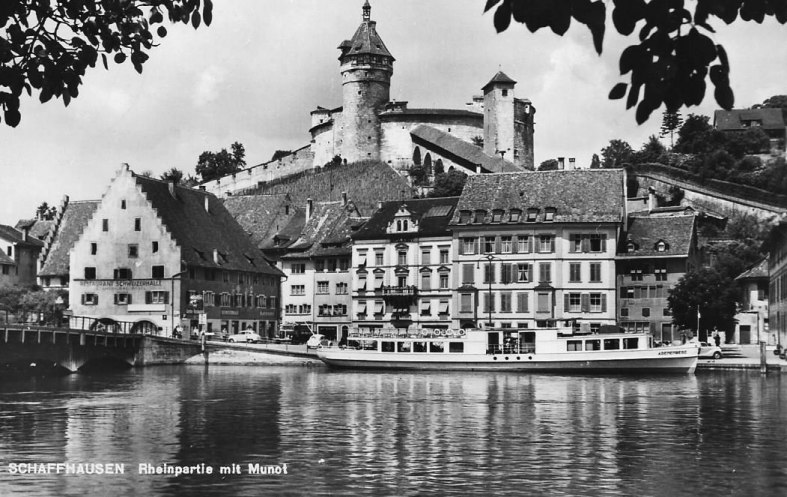
Arenenberg in Schaffhausen

1936 wurde das Unternehmen in Schweizerische Schiffahrtsgesellschaft Untersee und Rhein umbenannt. Im gleichen Jahr wurden die Arenenberg und die Munot in Betrieb genommen, die von der Bodan-Werft in Kressbronn am Bodensee gebaut wurden. Hersteller der Schiffschale und des Antriebsmotors waren die Gebrüder Sulzer in Winterthur.

### Zweiter Weltkrieg
Die deutschen Untersee-Landestege durften nach dem Ausbruch des Zweiten Weltkrieges nicht mehr von Schweizer Schiffen angefahren werden. Die Schaffhausen hielt zusammen mit der Hohenklingen den Betrieb zwischen Schaffhausen und der provisorischen Endstation Gottlieben aufrecht. Die Kurse endeten in Gottlieben, weil der Konstanzer Seerhein während des Krieges ab Mitte 1941 nicht befahren werden durfte. Aufgrund der Kohleknappheit wurden die Schiffe mit Buchen- und Tannenholz befeuert. Zum Sägen und Spalten waren in Schaffhausen, Stein am Rhein und Gottlieben dauernd zwei Männer beschäftigt.
Bis etwa 1944 blieben die Frequenzen stabil. Anstelle der ausländischen Fahrgäste wurden mehr Schweizer Einzelpersonen und Schulklassen befördert, die trotz der Kriegslage eine Schiffahrtfahrt genossen. Nach dem Krieg fuhr die Hohenklingen im Mai 1946 als erstes schweizerisches Schiff Konstanz an. 1949 hatte sich der Verkehr auf dem Untersee und Hochrhein weitgehend normalisiert.

### Umbau der Flotte

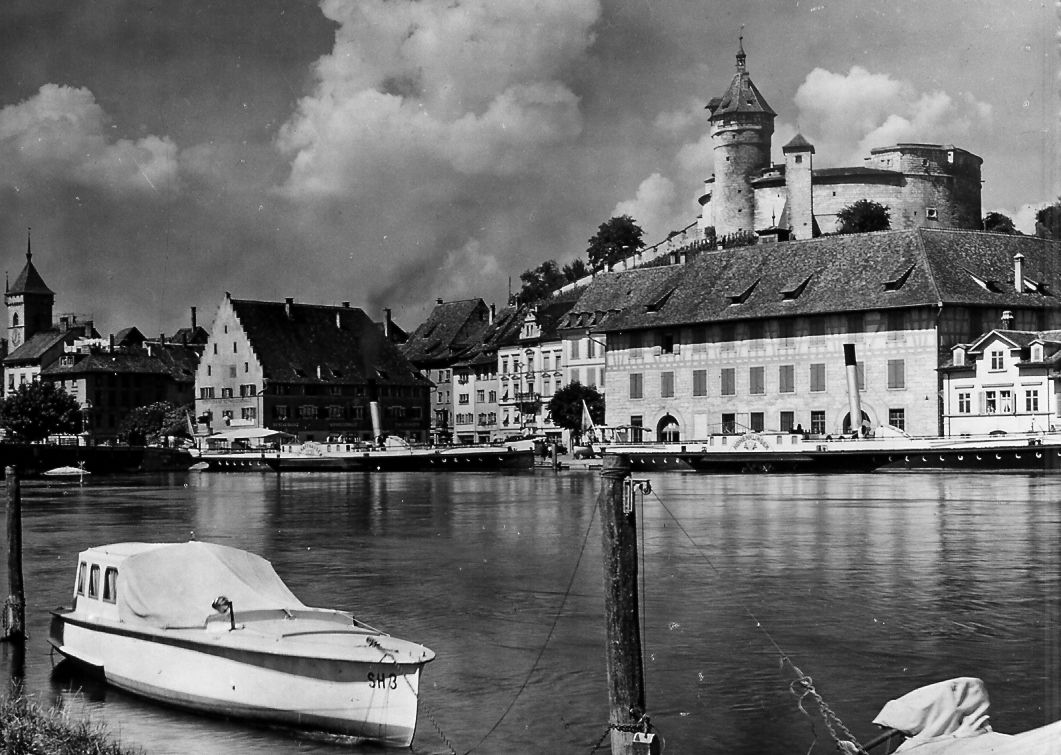
Schaffhausen und Hohenklingen in den 1950er Jahren in Schaffhausen

Seit der Weltkriegszeit hat sich die Flotte der Gesellschaft stark verändert. 1956 wurde die Kreuzlingen in Dienst gestellt, ein Jahr später kam die Stein am Rhein hinzu. 1964 wurde die Feldkirch der Österreichischen Bundesbahnen (ÖBB) einen Monat lang von Schaffhausen aus eingesetzt. Zu Beginn der 1960er Jahre waren die Kreuzlingen und die Stein am Rhein mit einer Tragkraft von 350 Personen dem wachsenden Verkehrsaufkommen nicht mehr gewachsen. 1965 nahm die Thurgau einem Fassungsvermögen von 600 Personen ihren Dienst auf. Ausserdem wurde das Rundfahrtenboot Ursula von der Duisburger Hafenverwaltung angekauft.

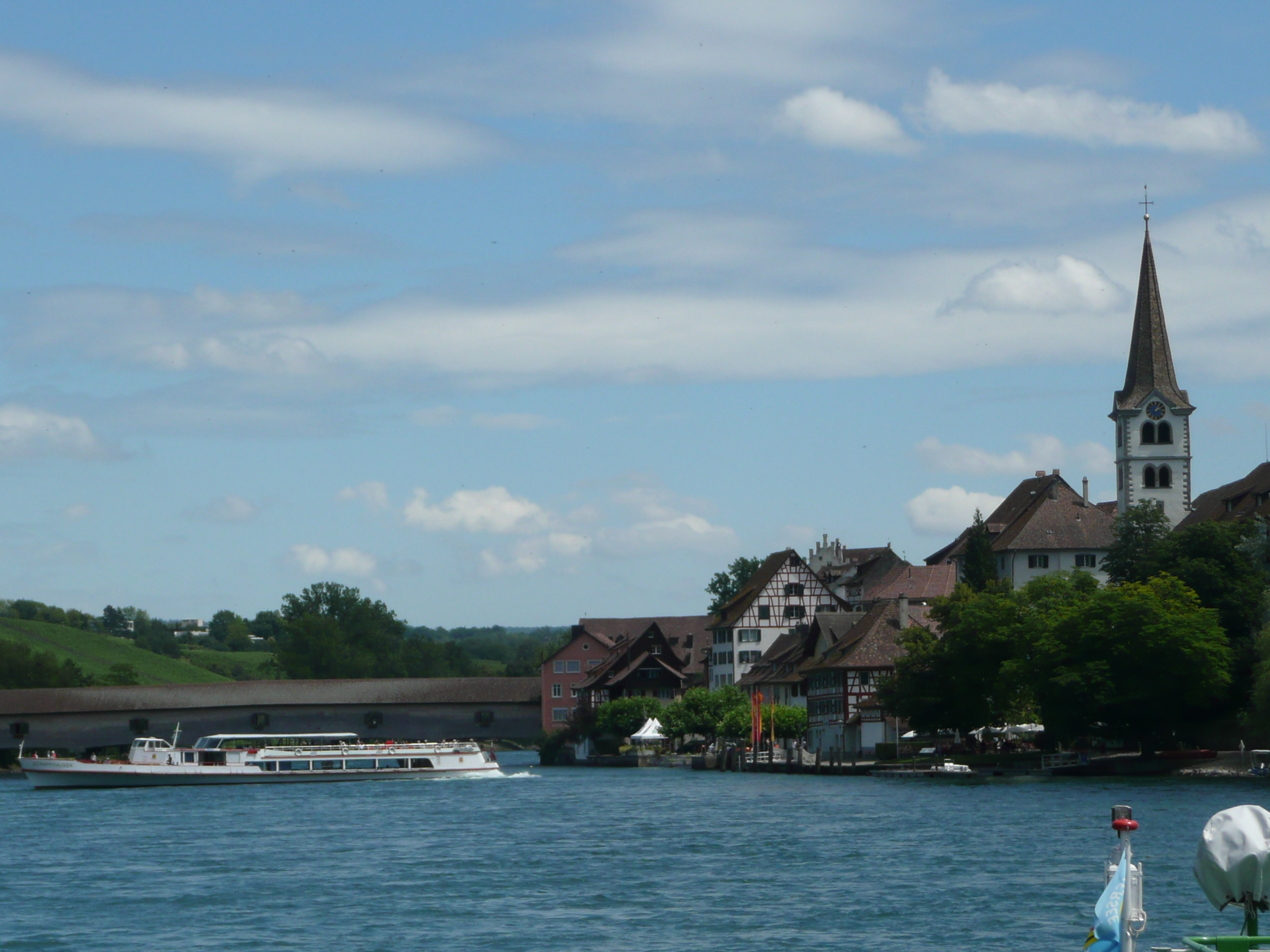
Die Schaffhausen beim Wendemanöver vor der Holzbrücke bei Diessenhofen

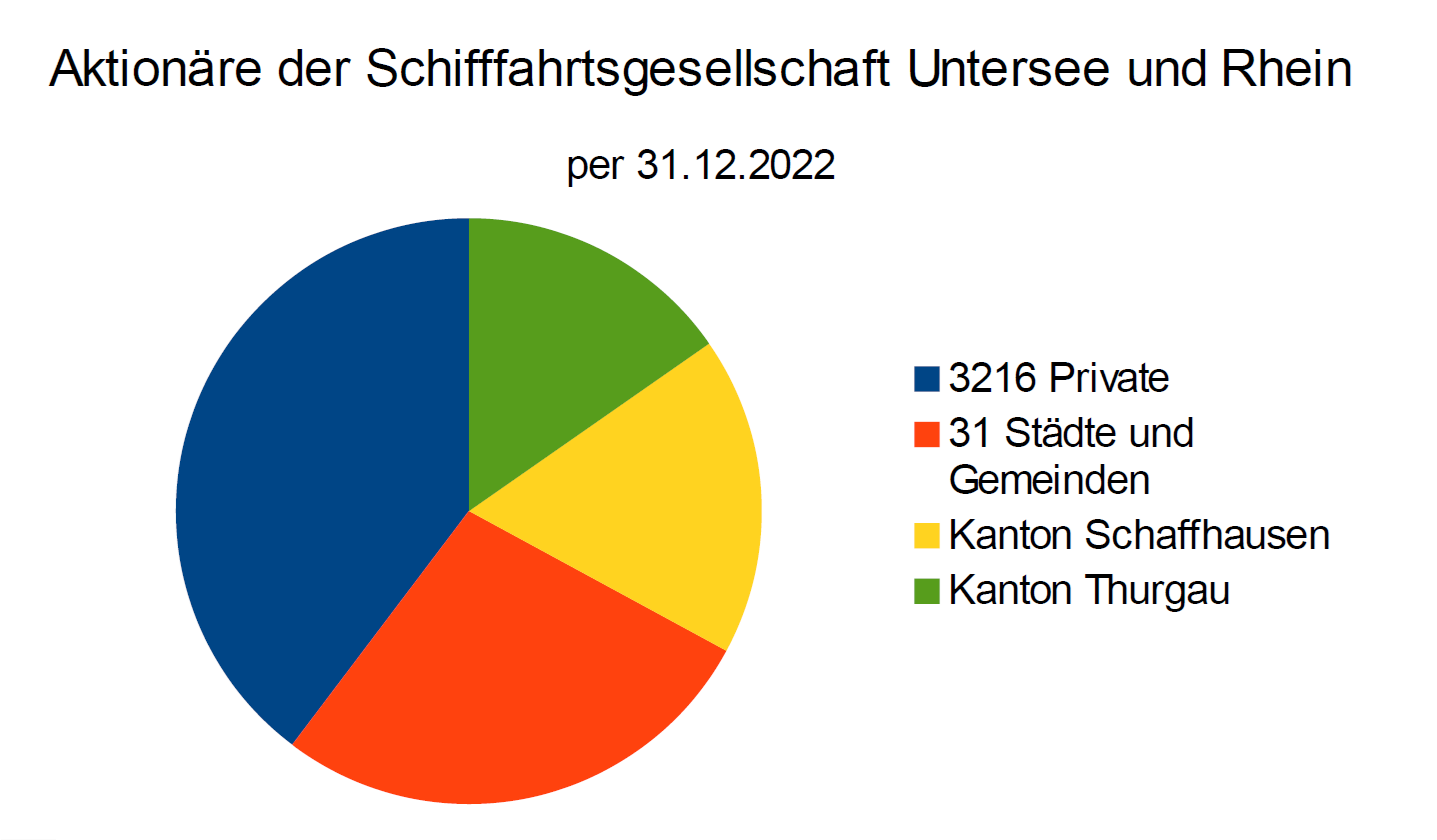

Ein Meilenstein für die Entwicklung der Gesellschaft war 1970 die Indienststellung der Schaffhausen, dem Flaggschiff der Reederei, gebaut von der Bodan-Werft. Als erstes Schiff auf dem Bodensee erhielt es Schottel-Ruderpropeller. Die Hauptmotoren lieferten die Motorenwerke Mannheim (MWM). Die Schaffhausen mit einer Länge von 50 Metern und einer Tragkraft von 700 Personen ist das grösste Schiff der URh-Flotte. Von allen Schweizer Schiffen auf dem ganzen Bodensee hat es die grösste Tragkraft. 1983 folgte die Indienststellung der neuen Arenenberg, 1998 die neue Munot.
Ausser Dienst gestellt wurden in dieser Zeit der Raddampfer Hohenklingen 1957 sowie zehn Jahre später, trotz heftiger Proteste aus der Bevölkerung und Rettungsversuchen, das letzte Dampfschiff des Bodensees, die Schaffhausen. 1983 kam es zur Verschrottung der alten Arenenberg von 1936 und dem Verkauf der Ursula. Die alte Munot wurde 1998 an den Niederländer Jan Hofstra verkauft, der das Schiff restauriert im Originalzustand in den Niederlanden betrieb.

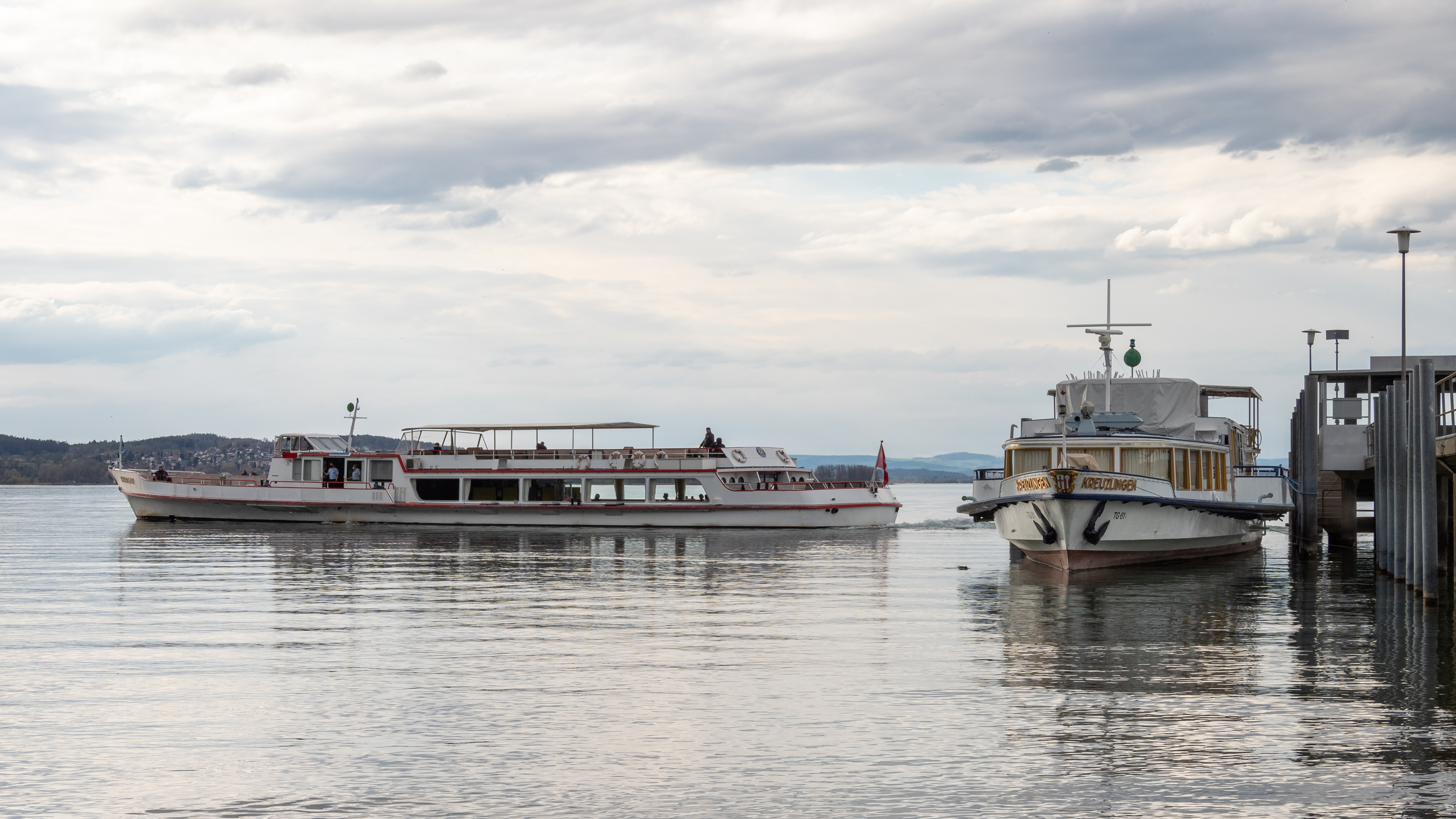
Thurgau und Kreuzlingen im Jahr 2021 in Mannenbach

Der Verwaltungsrat beschloss im Jahr 1997, die Schwesterschiffe Stein am Rhein und Kreuzlingen zu renovieren. Das fatale Hochwasserjahr 1999 zwang die URh jedoch dazu, die Kreuzlingen zur Generierung der Geldmittel für die Renovation der Stein am Rhein an die EPH Nautic AG zu verkaufen. Standort des Schiffes war danach das ehemalige Kloster St. Katharinental. Seit 2021 dient die Kreuzlingen in Ermatingen als Restaurantschiff. Im August 2003 sank der Konstanzer Pegel auf 2,63 Meter und die Schiffe der URh konnten nur noch zwischen Steckborn und Ermatingen verkehren. 2009 änderte die Gesellschaft ihren Namen zur Schreibweise mit 3 F und fügte 2010 „AG“ hinzu.
Im Winter 2010/2011 wurde die Thurgau in der vom Konkurs bedrohten Bodan-Werft erneuert und erhielt als erstes der grossen Schiffe Partikelfilter zur Abgasreinigung. Nachdem die Bodan-Werft Insolvenz angemeldet und liquidiert wurde, suchte die Gesellschaft Alternativen für die Renovation ihrer Schiffe. So wurde im Winterhalbjahr 2017/2018 das Flaggschiff Schaffhausen in der eigenen, dafür ertüchtigten Werft von den Mitarbeitern der URh umgebaut. Das Schiff hat seither zwei Scania-Motoren mit je 500 PS und ebenfalls Partikelfilter. Im Winter 2019/2020 folgte die Erneuerung und Neumotorisierung der Arenenberg mit identischen Motoren.

## Verbandsmitgliedschaft
Das Unternehmen ist seit 1952 Mitglied im Interessenverband Vereinigte Schifffahrtsunternehmen für den Bodensee und Rhein, einem Verband der vier grossen Schiffsbetriebe, der die Fahrpläne und Tarife der Mitglieder koordiniert. Zuvor war sie bereits 1879 Mitglied im Verbandsvorgänger, den Vereinigten Dampfschifffahrts-Verwaltungen (VDV).

## Streckennetz

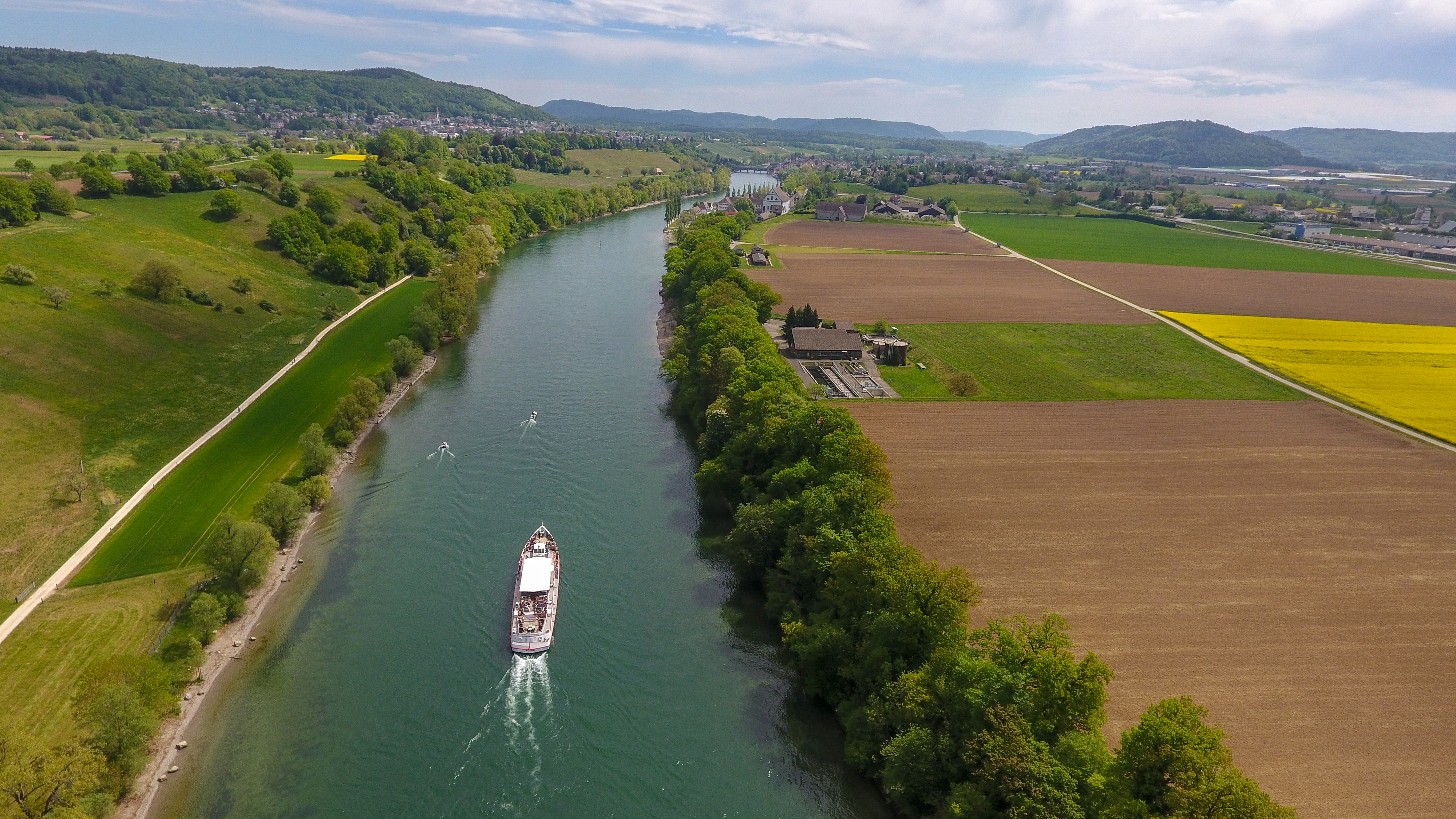
Schiff der URh zwischen Büsingen und Diessenhofen

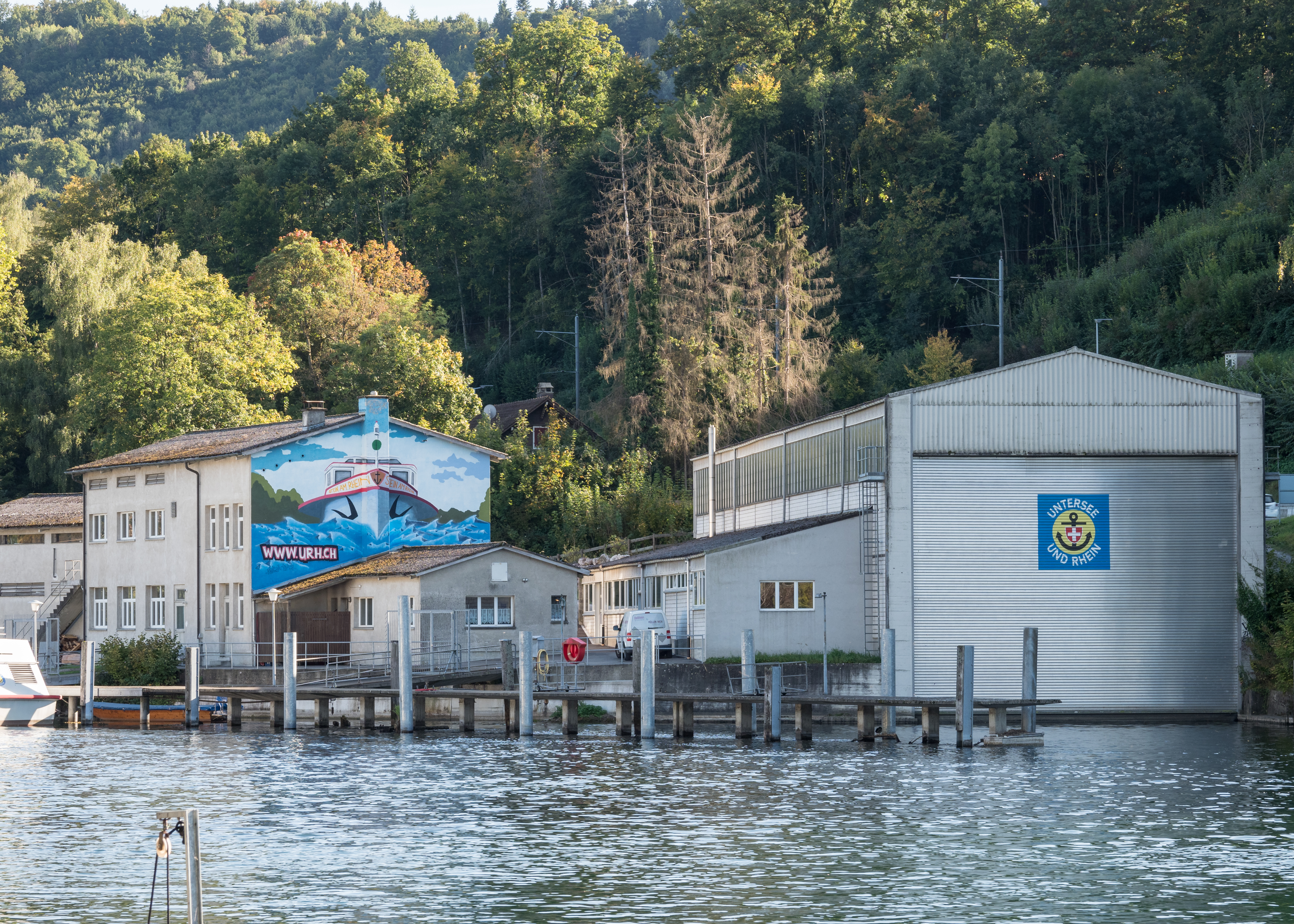
Werft in Langwiesen.

Zwischen April und Oktober verkehren täglich mehrere Kursschiffe in beiden Richtungen zwischen Schaffhausen und Kreuzlingen, wobei folgende Häfen und Schiffländen angefahren werden:
Schaffhausen, Büsingen, Diessenhofen, Stein am Rhein, Öhningen, Mammern, Wangen, Hemmenhofen, Steckborn, Gaienhofen, Berlingen, Mannenbach, Reichenau, Ermatingen, Gottlieben, Konstanz und Kreuzlingen. Der Flussabschnitt zwischen Schaffhausen und Stein am Rhein gilt als die am schwierigsten zu befahrende Schifffahrtsroute der Schweiz.
Hoch- und Niederwasser können den Schiffsverkehr beeinträchtigen. Bei einem Hochwasserpegel in Konstanz über 4,50 Meter wird die Holzbrücke bei Diessenhofen zum unpassierbaren Hindernis.
Die Fahrgäste müssen dann vom ankommenden Schiff auf ein an der anderen Seite der Brücke wartendes Schiff umzusteigen. Beträgt der Konstanzer Pegel mehr als 4,92 Meter, kann auch die Rheinbrücke Konstanz nicht mehr unterfahren werden. Die Schiffe verkehren dann nur bis Ermatingen. Bei Niedrigwasser muss der Betrieb zwischen Diessenhofen und Stein am Rhein eingestellt werden. In diesem Fall fahren die Schiffe zwischen Stein am Rhein und Kreuzlingen fahrplanmässig, zwischen Schaffhausen und Diessenhofen verkehren Rundkurse. Die Unterteilung der Strecke in zwei Abschnitte erfordert einen vermehrten Schiffseinsatz und damit verbundenen einen grösseren Personalaufwand.

## Flotte

### Aktuelle Flotte
| Name           | Indienst- stellung | Maschinenleistung | Zugelassene Passagierzahl | Bild | Bildlegende                                                 |
| -------------- | ------------------ | ----------------- | ------------------------- | ---- | ----------------------------------------------------------- |
| Schaffhausen   | 1970               | 512 kW (696 PS)   | 700, davon 373 Sitzplätze | 2009 | Die Schaffhausen bei Eschenz                                |
| Thurgau        | 1965               | 720 kW (979 PS)   | 600, davon 373 Sitzplätze | 2007 | Die Thurgau oberhalb von Schaffhausen                       |
| Arenenberg     | 1983               | 560 kW (761 PS)   | 580, davon 350 Sitzplätze |      | Die Arenenberg bei Eschenz TG                               |
| Munot          | 1998               | 660 kW (897 PS)   | 580, davon 335 Sitzplätze | 2007 | Die Munot bei Stein am Rhein                                |
| Stein am Rhein | 1956               | 331 kW (450 PS)   | 300, davon 234 Sitzplätze | 2007 | Die Stein am Rhein zwischen Diessenhofen und der Bibermühle |
| Konstanz       | 1925               | 103 kW (140 PS)   | 60                        | 2013 | Die Konstanz vor der Werft Langwiesen                       |

Die vier grossen Schiffe sind mit hydraulisch absenkbaren Steuerhaus-Oberteilen und Sonnenzelten ausgerüstet, um unter der Rheinbrücke Diessenhofen durchfahren zu können. Die Werft befindet sich in Langwiesen.

Die Arenenberg oberhalb von Büsingen am 25. April 2011
Die Schaffhausen oberhalb von Büsingen am 3. Juni 2011

### Ehemalige Schiffe
Die folgenden Schiffe standen früher im Dienste der Schweizerischen Schifffahrtsgesellschaft Untersee und Rhein:
| Name                        | Typ              | Jahre     | Anmerkungen                                                                                          | Bild                                    |
| --------------------------- | ---------------- | --------- | --- | --------------------------------------- |
| Arenaberg                   | Dampfschiff      | 1865–1918 | Abbruch                                                                                              | etwa 1910                               |
| Hohenklingen                | Dampfschiff      | 1870–1957 | Abbruch                                                                                              | 1954                                    |
| Neptun (bis 1871 Rheinfall) | Dampfschiff      | 1865–1939 | Abbruch                                                                                              | vor 1914                                |
| Rhein                       | Schraubendampfer | 1891–1921 | Verkauf 1899 an die Schifffahrtsgesellschaft auf dem Neuenburger- und Murtensee                      | 1891 oder früher                        |
| Schaffhausen                | Dampfschiff      | 1913–1967 | Abbruch                                                                                              | 1952 an der Schifflände in Schaffhausen |
| Schweiz                     | Dampfschiff      | 1867–1939 | Abbruch                                                                                              | vor 1914                                |
| Munot                       | Motorschiff      | 1936–1997 | Verkauf in die Niederlande                                                                           | 1980                                    |
| Arenenberg                  | Motorschiff      | 1936–1983 | Abbruch                                                                                              | um etwa 1960                            |
| Kreuzlingen                 | Motorschiff      | 1956–2001 | Verkauf an die «Electronic Print Handels AG» in Diessenhofen, Nutzung als Charter- und Tagungsschiff | 2015                                    |
| Ursula                      | Motorschiff      | 1965–1983 | Verkauf an die Schifffahrtsgesellschaft Hallwilersee                                                 |                                         |